# Knippleholmarna
Koordinaten: 57° 41′ N, 11° 49′ O
Knippleholmarna ist eine kleine zu Schweden gehörende unbewohnte Insel im Kattegat.
Sie liegt im Göteborger Schärengarten westlich von Göteborg in der Provinz Västra Götalands län in unmittelbarer Nähe zur Hafeneinfahrt in den Göteborger Hafen und gehört zur Gemeinde Göteborg. Östlich der Insel befindet sich die Nya Elfsborg. Knippleholmarna besteht aus mehreren Felsklippen, die durch einen kleinen Strand miteinander verbunden sind. Der Grundriss der Insel ist sichelförmig. Die Insel verfügt nur über wenig Bewuchs. In Ost-West-Richtung erstreckt sich die Insel über etwa 350 Meter, ihre Breite in Nord-Süd-Richtung beträgt ungefähr 100 Meter.
Am südöstlich Ende der Insel befindet sich der kleine 6 Meter hohe Leuchtturm Knippelholmen. Er war von 1962 bis 2004 in Betrieb. Nördlich des Turms befindet sich eine Baracke.
Südlich von Knippleholmarna führen die Fährrouten Göteborg–Kiel und Göteborg–Frederikshavn vorbei.

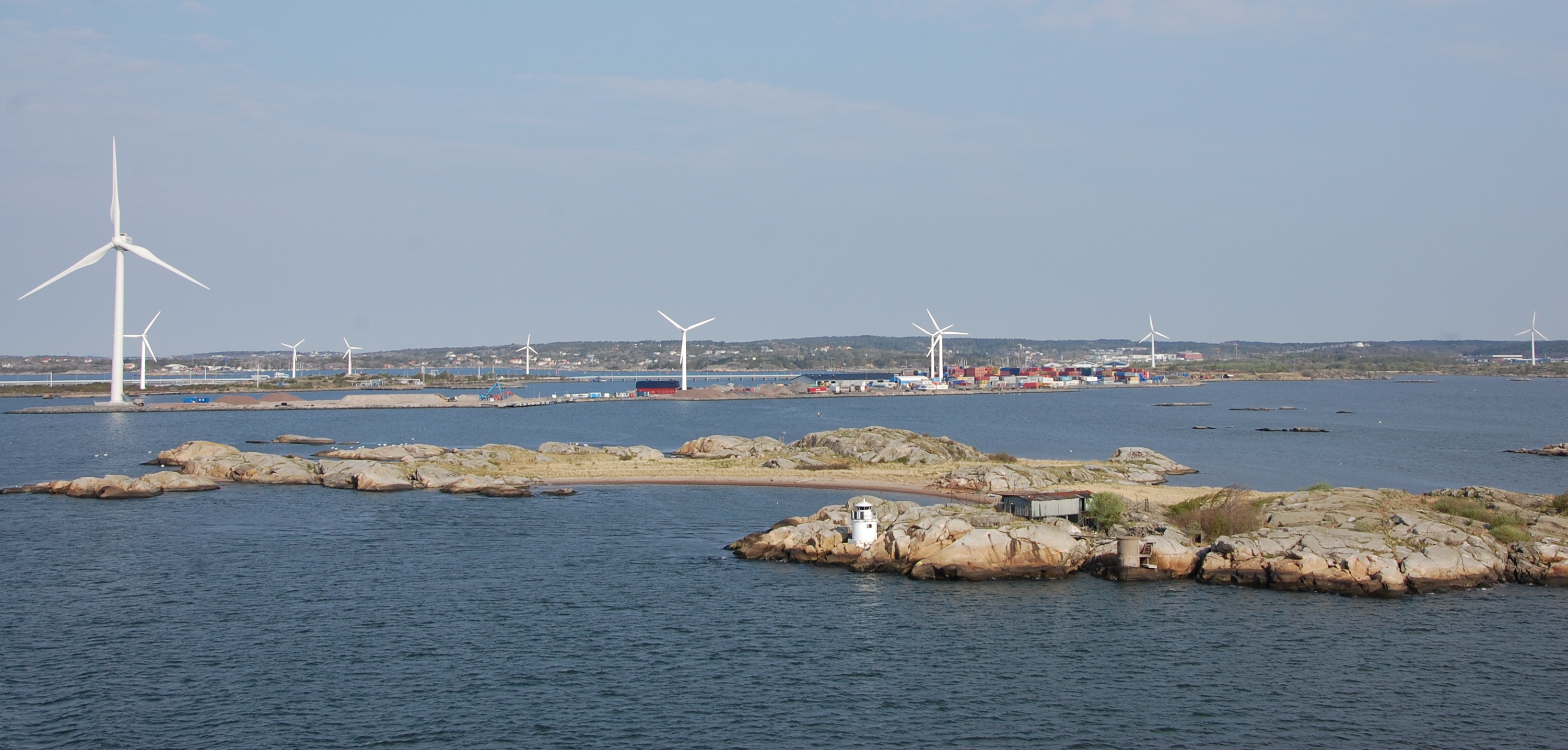
Knippleholmarna, Blick von Südosten
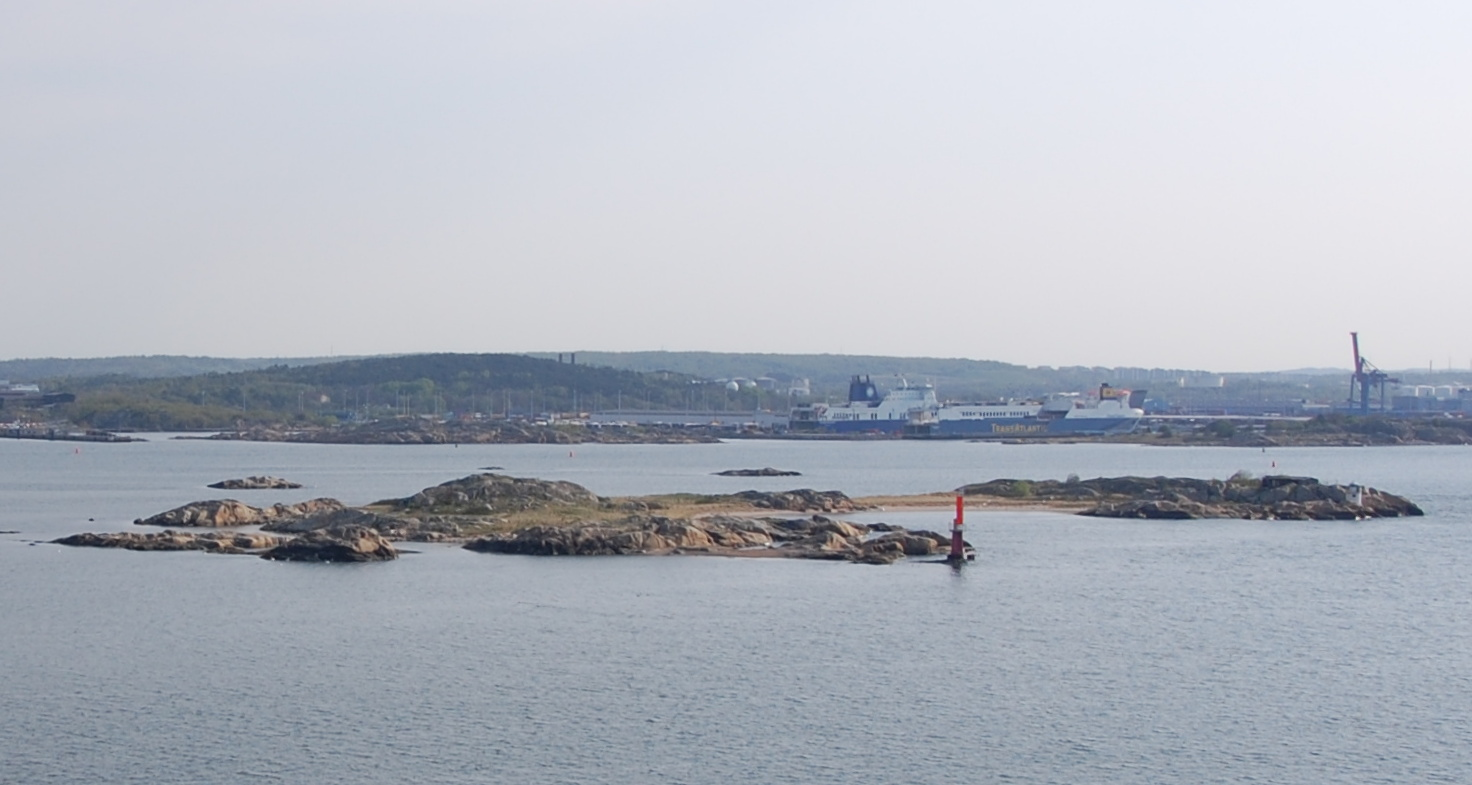
Blick aus südwestlicher Richtung